# 코네티컷주
코네티컷주(영어: State of Connecticut, 문화어: 코넥티커트주)는 미국 뉴잉글랜드 지역의 주이다.
코네티컷 주는 롱아일랜드에서 북쪽, 뉴욕주에서 동쪽, 매사추세츠주에서 남쪽, 로드아일랜드주에서 서쪽에 위치해 있다. 주도는 하트퍼트이며 그 외의 주요 도시는 뉴헤이븐, 뉴런던, 뉴브리튼, 노위치, 스탬퍼드, 워터베리, 던베리 및 브리지포트가 위치해 있다. 코네티컷주 내에 169개의 군이 위치해 있다. 주의 노래인 양키 두들로 유명하다.
코네티컷 주는 2007년 기준, 1인당 수입이 54,117달러로, 미국내 50개주 중 1위를 기록했다. 코네티컷 도시 중 뉴케이넌은 85,459달러의 1인당 수입을 기록했다. 그리고 다리엔, 그리니치, 웨스턴, 웨스트포트, 윌턴은 1인당 수입이 65,000달러가 넘는다. 코네티컷주의 주도인 하트퍼드는 2000년 기준 1인당 수입이 13,428달러로 가장 낮은 자치제이다.
한편 모히간족 인디언어로 ‘Quinnehtukqut’은 ‘긴 강이 흐르는 땅’ 또는 ‘긴 하천을 마주한 땅’을 의미하며 'Connecticut'(코네티컷)의 유래가 됐다. 주기에 포도나무와 함께 적혀있는 주의 모토(motto)는 'Qui transtulit sustinet' (He who brought over still sustains)이고, 이는 '옮겨 심으신 분께서 보살피시리라'는 뜻이다.

## 역사

### 초기 역사
유럽인들이 오기 전에 현재의 코네티컷에 살던 아메리카 인디언들은 알곤킨 족에 속하는 일부 부족들이었다. 가장 세력있는 부족인 피쿼트 족은 탬즈 강 근처의 남부에서 살았다. 피쿼트 족의 한 파인 모히건 족은 오늘날의 노위치 근처에 살았다. 모히건 족의 추장 융커스는 제임스 패니모어 쿠퍼의 소설 《모히칸 족의 최후》에 이상적인 인디언으로서 특징을 나타냈다. 다른 부족들은 니앤틱, 포거세트, 퀴니피아크, 소키오그, 시와노그, 튜닉시스 족 등을 포함하였다.

### 네덜란드의 탐험
네덜란드의 탐험가 아드리엔 블록은 1614년 코네티컷 강을 항해하여 올라갔다. 블록은 자신들의 식민지 뉴네덜란드의 일부로서 코네티컷을 네덜란드령이라고 주장을 하였다. 네덜란드인들은 1633년 현재 하트퍼드의 대지에 놓인 "희망의 집"으로 불린 작은 요새를 세울 때까지 주장하지 않았다. 그러나 네덜란드인들은 코네티컷에 절대 영구적으로 정착하지 않았다. 그들은 1674년 영국인들이 결국 그들을 몰아낼 때까지 코네티컷의 일부에 대한 권리를 주장하였다.

### 영국인의 정착

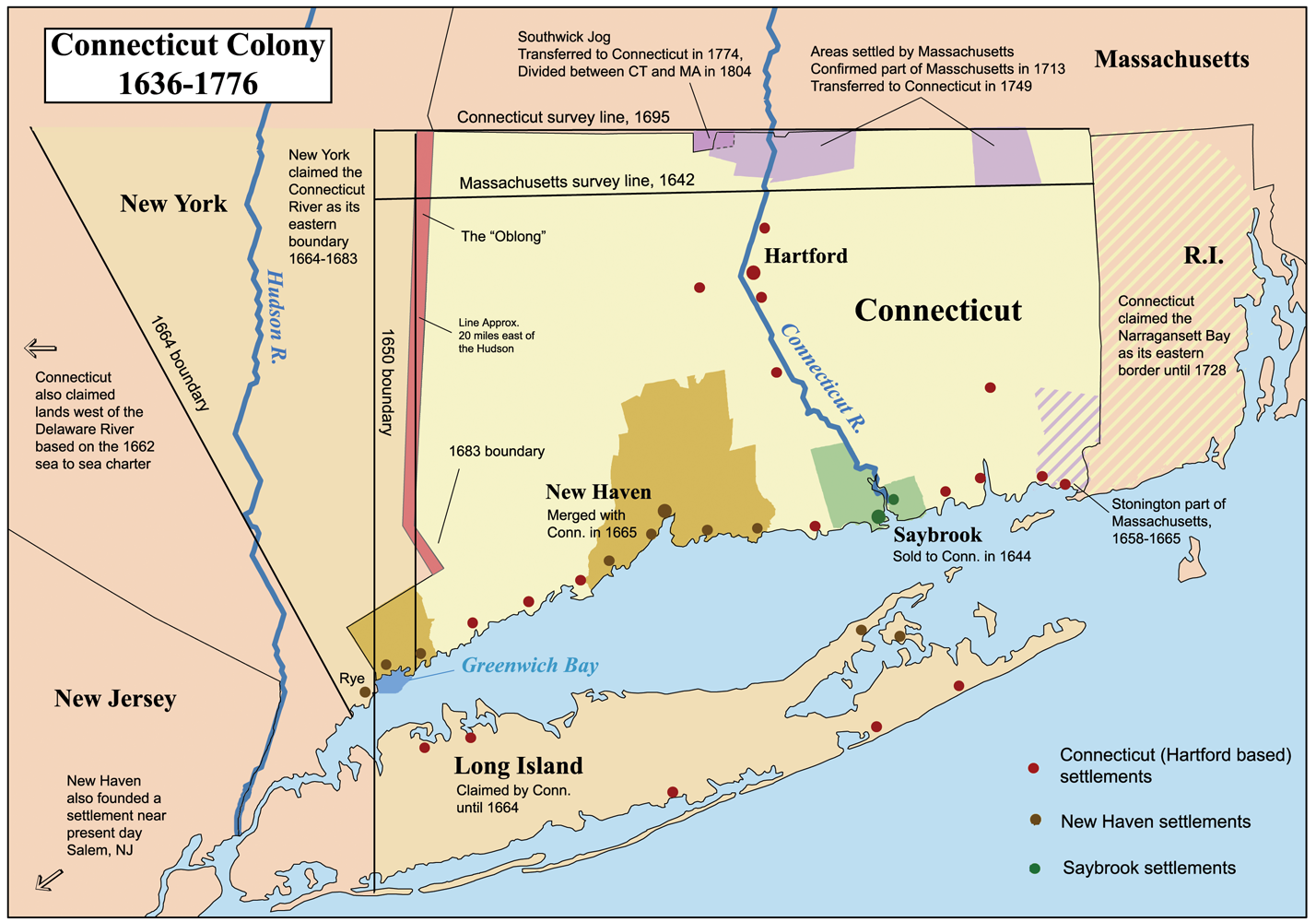
코네티컷, 뉴헤이븐과 세이브룩 식민지들의 지도

매사추세츠에서 건너온 영국의 식민지 주민들은 코네티컷의 첫 영구적 정착지들을 설립하였다. 이 초기 정착지들은 하트퍼드, 뉴런던, 세이브룩, 웨더스필드와 윈저를 포함한다. 1636년, 하트퍼드, 웨더스필드와 윈저는 코네티컷 식민지를 이루기 위하여 연합하였다. 1638년, 뉴헤이븐이 독립적 식민지로서 창립되었으며, 원래 청교도의 신정국이었다. 1643년이 시작되면서 브랜퍼드, 길포드, 밀포드, 스탬퍼드와 롱아일랜드에 놓인 사우스홀드를 포함한 다른 타운들이 뉴헤이븐 식민지에 가입하였다.
많은 초기 코네티컷 정착자들은 정치와 종교적 자유를 찾기 위해 매사추세츠를 떠났다. 이 정착인들 중 가장 유명한 사람은 조합 교회의 목사이자, 하트퍼드의 주요 창립인 토머스 후커였다. 1638년, 후커는 주민들의 의지에 기초를 둔 정부를 위한 설교를 하였다. 코네티컷 식민지는 1639년, 그 법률로서 근본적인 체제들을 채택하면서 그의 원리를 실천으로 몰아냈다. 근본적인 체제들은 투표자들에게 정부적 공무원들을 선출하는 권리를 주었다. 근본적인 체제들은 첫 서류의 헌법으로서 몇몇 주민들이 주목하였다.

### 피쿼트 전쟁

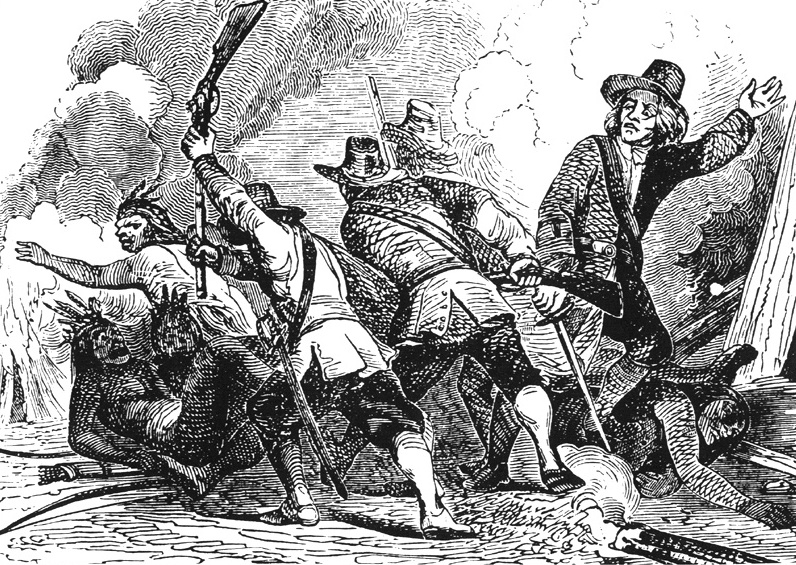
피쿼트 전쟁

코네티컷의 식민지 주민들은 피쿼트 족이 자신들의 정착지들을 공격하였기 때문에 그들을 두려워 하였다. 피쿼트 족은 지방에서 피쿼트 주권에 위협으로서 식민지 주민들을 두려워 하였다. 모히건 족과 내러캔세트 족의 전사들이 도움을 준 존 메이슨 선장은 1637년, 마이스틱에서 피쿼트 족에 대항하도록 작은 군대를 이끌었다. 군인들은 수백명의 인디언들을 살해하면서 피쿼트 족의 요새를 불태웠다. 또한 그해에는 페어필드 근처에서 남아있는 인디언들을 물리쳤다.

### 식민지 확장
1660년에 들어서 페어필드, 파밍턴, 미들타운, 뉴런던, 오워크, 세이브룩과 스트랫퍼드를 포함한 많은 새로운 타운들이 코네티컷 식민지에 가입하였다. 1662년, 코네티컷 식민지의 존 윈스롭 2세는 잉글랜드의 국왕으로서 헌장을 얻었다. 헌장은 식민지에 내러갠세트 반으에서 태평양까지 73 마일(117 킬로미터)의 긴 땅을 주었다. 당시의 주민들은 태평양으로 향하는 길이 그렇게 막대한 지를 몰랐다. 처음으로 뉴헤이븐은 코네티컷 식민지의 일부이기를 반대하였다. 그러나 1664년 12월, 뉴헤이븐은 연합하는 데 동의하였다. 통일의 진행은 1665년 4월에 완성되었다.

### 식민적 생활
가장 초기의 코네티컷 식민지 주민들은 농부들이었다. 그들의 대부분은 자신들 만에게 충분한 식량을 재배하였다. 각각의 가족들은 개인의 의류, 가정용품과 농사 연장들의 대부분을 만들었다.
1600년대 후반 동안에 코네티컷은 다른 대지들, 특히 서인도 제도에 농작물을 수출하기 시작하였다. 1700년대 초반에 제조업이 코네티컷에서 시작되었다. 시계 제조업, 조선업과 은 장식이 처음으로 중요한 산업들이었다. 에드워드와 윌리엄 패티슨 형제는 1740년대에 북아메리카에서 첫 양철 제품을 만들었다. 패티슨 형제는 코네티컷에서 처음으로 유명한 양키 페들러가 되었다. 이 호별의 세일즈맨은 다양한 코네티컷 생산품을 팔기 위해 작은 짐마차를 타고 여행하였다. 그들은 나무의 육두구를 팔기 위해 그들을 비난한 이야기들이 올라간 빈틈없는 비즈니스맨들이었다.

### 식민지 방어
잉글랜드 국왕이 일부 다른 뉴잉글랜드 식민지들의 총독으로 임명한 에드먼드 앤드로스 경이 두번이나 코네티컷의 통제를 얻으려고 시도하였다. 1675년, 그는 세이브룩에 있는 요새를 점령하기 위하여 군대를 보냈다. 그러나 그의 군대는 코네티컷이 강하게 저항하고 군인들이 잔인한 전투를 피하길 원했기 때문에 철수되었다. 1687년, 앤드로스는 하트퍼드에 도착하여 코네티컷의 헌장을 요구하였다. 그러나 주민들은 그에게 주는 것을 거부하였다.

### 미국 독립 전쟁

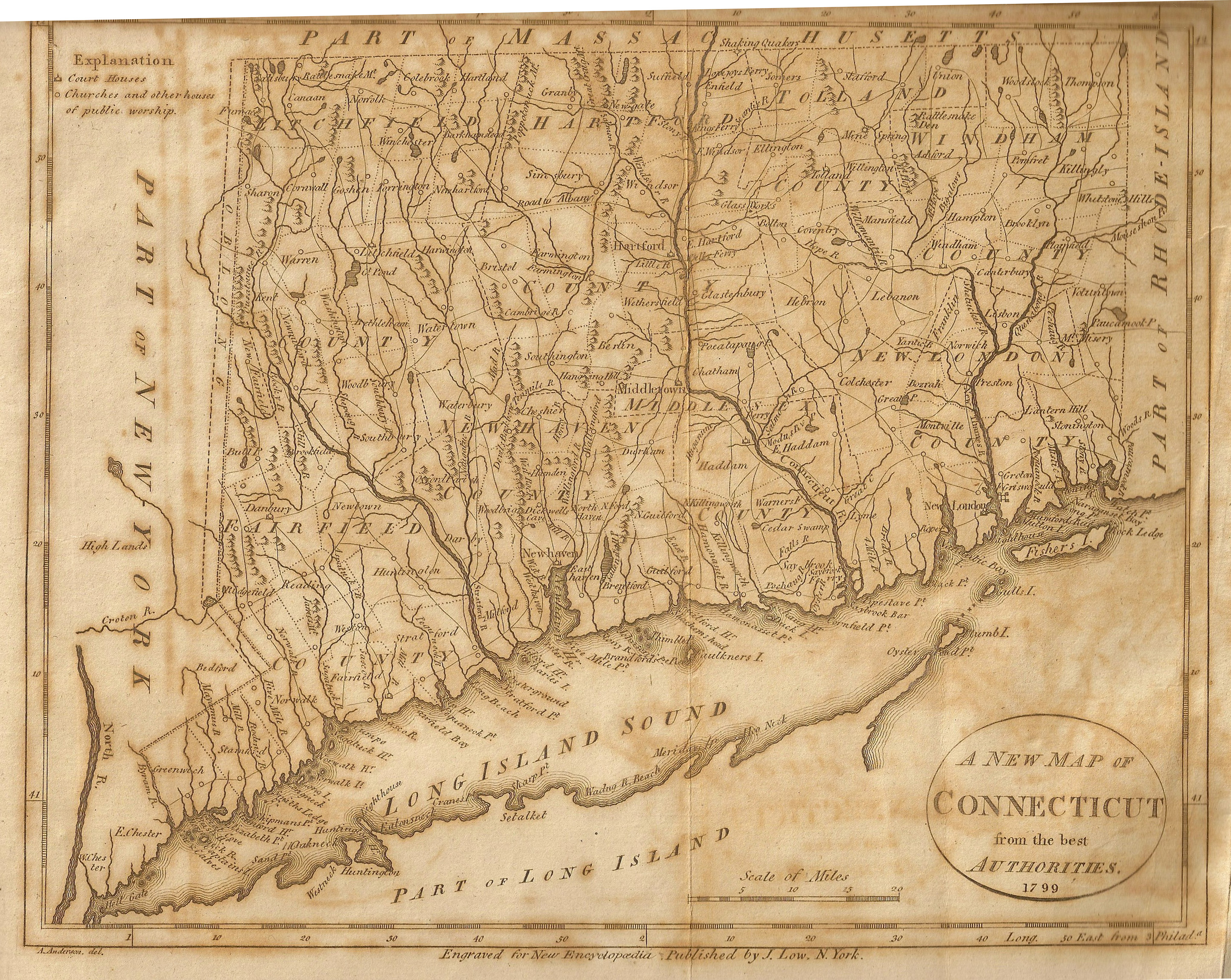
1799년의 코네티컷 지도

1760년대에 영국은 코네티컷과 다른 아메리카 식민지들에서 불안을 일으킨 법률들의 시리즈들을 통과시켰다. 이 법률들 중 어떤 것은 무거운 세금을 부과하고 식민적 교역을 제한시켰다. 약간의 코네티컷 식민지 주민들은 영국에 충성하는 하도록 강요받았다. 그러나 거대한 다수는 독립을 지지하였고, 1776년 6월 14일, 코네티컷은 거기에 호의를 갖는 결의를 통과시켰다. 약 3주 후인 7월 4일 식민지들은 독립 선언을 채택하였다. 1778년 7월 9일, 코네티컷은 미국 헌법의 선구자인 연합 규약을 찬성하였다.
매사추세츠에서 미국 독립 전쟁이 시작된 후, 수백명의 코네티컷 남성들이 애국적 군대에 가입하였다. 조너선 트럼불 총독과 네이선 헤일은 가장 유명한 코네티컷 애국자들 중 하나에 속한다. 트럼불은 독립 전쟁을 통하여 총독직에 있는 유일한 식민지 총독이었다. 그는 조지 워싱턴 장군의 가까운 친구이자, 신임하는 조언자였다. 영국군은 네이선 헤일을 간첩죄로 교수형에 처했다.
독립 전쟁이 일어나는 동안에 코네티컷의 긴 해안 지대는 보트로 몇 시간밖에 안 걸리는 영국 통치의 롱아일랜드에서 공격을 받았다. 영국군은 코네티컷에 대항하면서 5개의 주요 습격과 셀 수 없이 많은 급습을 실시하였다. 코네티컷이 자신의 해안을 보호하기 위한 충분한 군대가 부족하였어도, 주는 뉴욕의 허드슨강을 방어하는 도움을 준 대륙군에게 큰 파견을 공급하였다. 주 혹은 국립 방어들에 투쟁은 전쟁을 통한 코네티컷의 정치적 지도자들 중에 심각한 논쟁들을 불러일으키기 때문에 더 중요했다.

### 주 지위
1787년, 헌법 제정 회의에서 코네티컷의 사절단들이 강한 국립 정부의 설립을 지지하였다. 그들은 거대한 타협을 위해 중요한 역할을 하였다. 큰 주들에서 온 회의의 사절단들은 인구에 기초를 둔 의회에서 주의 대표를 원하였다. 작은 주들에서 온 사절단들은 모든 주들이 의회에서 동등한 대표가 되기를 원하였다. 타협은 하원에서 인구의 균형에서, 상원에서는 동등한 대표를 위하여 마련되었다. 그 타협은 사실상의 권력들을 가진 중앙 정부를 후원하기 위해 크고 작은 주들을 가입시킬 수 있도록 하였다. 코네티컷은 1788년 1월 9일, 미국 헌법을 찬성하면서, 5번째 주로서 합중국에 가입하였다.
1780년대 동안에 코네티컷은 식민지가 1662년 헌장에서 승인된 서부 대지의 대부분에 대한 권리들을 포기하였다. 코네티컷은 서부 보류지에 주장 만을 간직하였다. 오하이오 북동부에 있는 이 대지의 대부분은 1795년 코네티컷 대지 회사에 팔렸다. 판매에서 들여온 돈은 교육을 위하여 쓰였다.

### 1800년대
1850년대까지 코네티컷 주민의 대부분은 지속적으로 농장에서 일하였다. 그러나 1900년 이전에 코네티컷은 번창하는 산업의 주가 되었다.
코네티컷은 그 산업의 중요성의 거의를 거기에서 일한 발명가들에 빚지고 있다. 아마 이 발명가들 중 가장 중요성은 엘리 휘트니였다. 휘트니는 조면기로 가장 유명했다. 그러나 그는 다량 생산의 근대적 시스템을 발전시키는 데 도움을 주었다. 1800년대 초반에 햄던에서 일하는 동안에 휘트니는 교환할 수 있는 총의 일부들을 기계 공구들을 지었다. 그때까지 모든 총의 일부들이 손으로 만들어져 하나의 총의 일부가 모총 다른 총에 맞지 않다.
1808년, 이스트 윈저의 일라이 테리는 다량 생산을 통해 시계를 만든 첫 사람이 되었다. 1810년, 로드니 행크스와 그의 조카 호레이쇼는 맨스필드에 국가의 첫 비단 제조 공장을 지었다. 하트퍼드의 새뮤얼 콜트는 첫 성공적인 되풀이 되는 피스톨을 발명하였고 1836년 미국 특허권을 얻었다. 콜트는 자신의 하트퍼드 공장에서 피스톨과 다른 화기들을 만들었다. 1839년, 찰스 굿이어는 고무를 경화시키는 방법을 찾았다. 그는 1844년 자신의 고무 경화 방법을 특허받았다. 코네티컷 주에서 온 주민들은 자전거, 엽궐련, 구리 동전, 너트와 볼트, 핀과 바늘, 실과 고무 신발들을 만든 개척자가 되었다.
코네티컷 주는 1800년대 동안에 로드아일랜드에서 기술, 자본과 노동력을 빌려 주요한 섬유 생산지가 되었다. 이 산업은 1800년대를 거쳐 주의 동부를 지배하였다.
향상된 교통은 코네티컷 주가 산업적으로 번영하는 데 도움을 주었다. 1830년대와 1850년대 사이에 주에서 15개의 철도 회사들이 결성되었다. 증기선이 1800년대 초반에 코네티컷 주의 항구들을 봉사하였다. 이 시설들과 함께 산업들은 원료의 대량을 비용이 많이 들지 않게 수입하였다. 코네티컷 주의 산업 번창은 수 천 명의 프랑스계 캐나다인과 유럽 이민자들이 도움을 준 덕분이었다. 이 근로자들은 상대적으로 비용이 많이 안 드는 공장 노동을 마련하였다.
남북 전쟁이 일어나는 동안에 코네티컷 주는 강하게 북부를 지지하였다. 50,000명 이상의 코네티컷 남성들이 북군에 종군하였고, 주의 산업들은 무기, 군수품과 다른 군사 용품들을 생산하는 데 도움을 주었다.

### 1900년대 초반

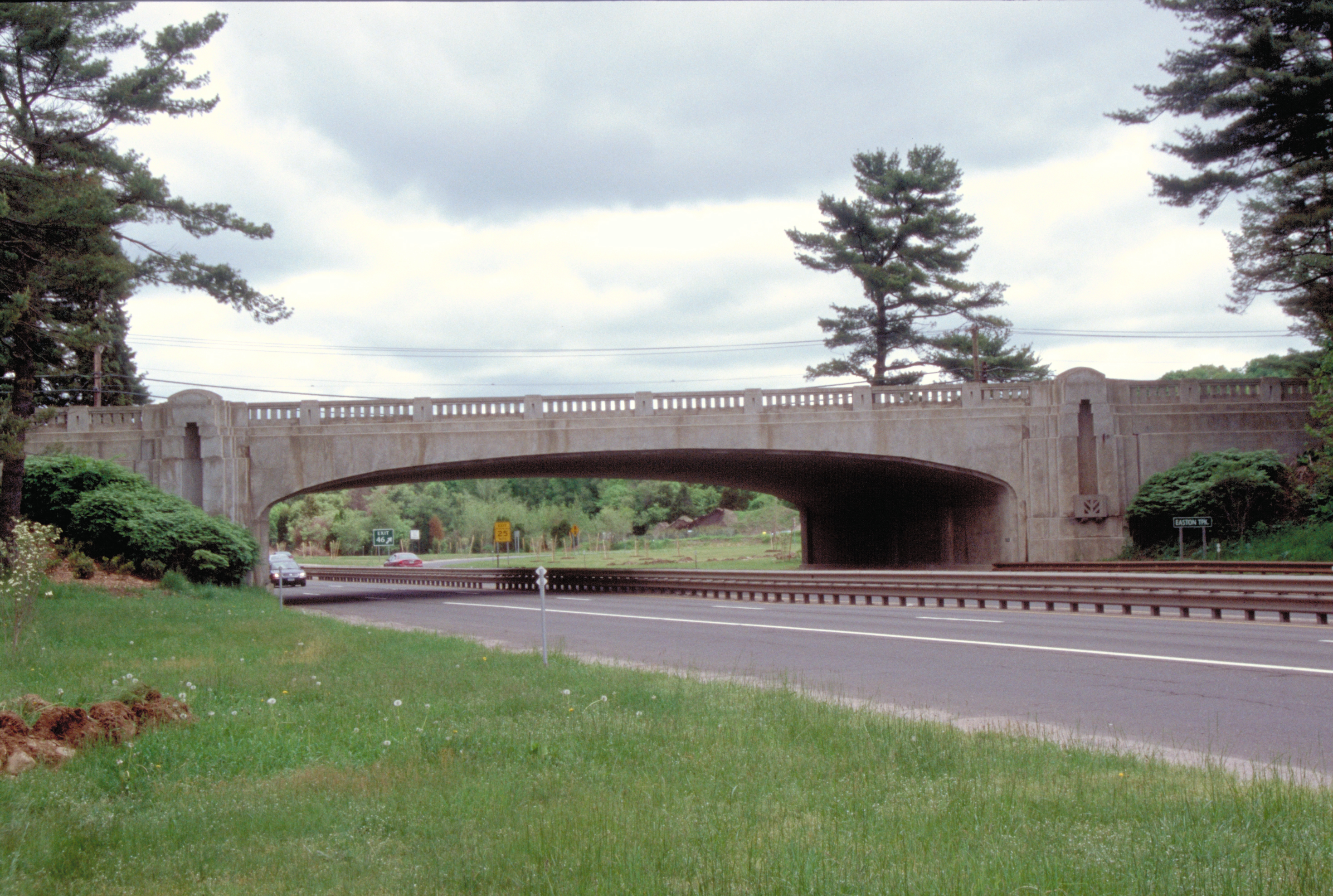
메릿 파크웨이에 놓인 어떤 다리들은 공공사업진흥국이 건설하였다.

1800년대 후반과 1900년대 초반 동안에 많은 이민자들이 코네티컷 주에 정착하였다. 1910년에 들어서, 주 인구의 대략 30 퍼센트는 미국 외부에서 태어난 주민들을 차지하였다. 그 당시에 코네티컷 주민의 거의 90 퍼센트는 도시 지역들에 살았다.
1910년, 미국 연안 경비대 아카데미가 메릴랜드주와 매사추세츠주의 본부들에서 뉴런던으로 이동하였다. 미국 해군은 1917년 그로턴 근처에 잠수함 기지를 개장하였다. 미국이 제1차 세계 대전에 참전한 후에 많은 큰 군수품 공장들이 코네티컷 주에서 운영되었다. 코네티컷 주에서 온 대략 67,600명의 주민들이 저쟁 동안에 군사 복무를 하였다.
코네티컷 주의 산업은 1920년대 동안에 지속적으로 번창하였다. 동시에 공화당이 코네티컷 주의 정치를 통치하고 있었다. 1930년대의 대공황은 산업을 느리게 하고, 코네티컷 주에서 실업이 넓게 퍼지는 원인을 가져왔다. 대공황은 많은 코네티컷 주민들을 민주당으로 방향을 바꾸었다. 민주당원인 윌버 크로스가 1930년대에 4번이나 주지사로 선출되었다. 1930년대 후반에 대공황이 진정되었을 때에 경제 상태가 향상되었다.

### 1900년대 중반

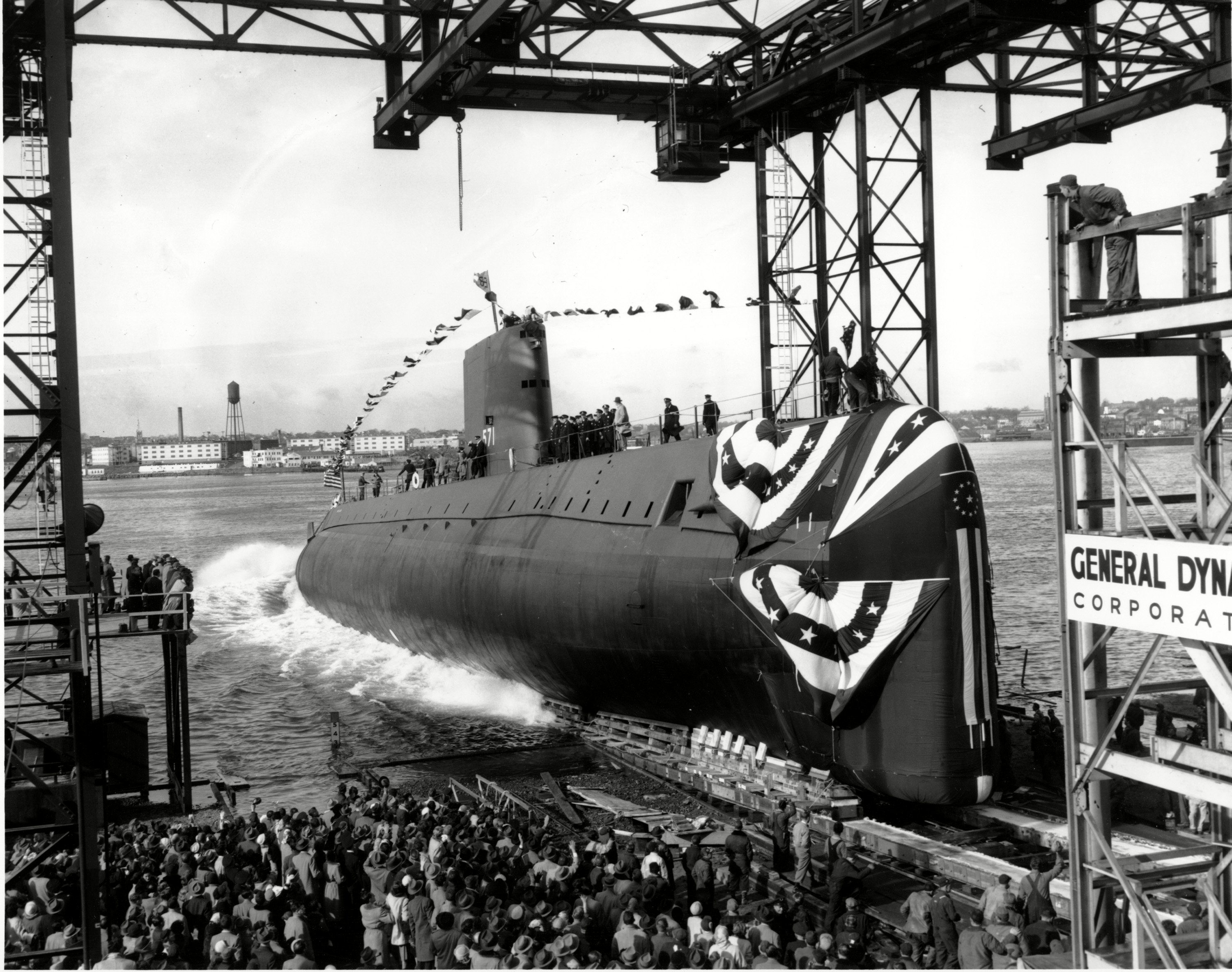
그로턴에서 발사된 USS 노틸러스 잠수함 (1954년)

제2차 세계 대전이 일어나는 동안에 코네티컷 주는 전쟁 물자들의 중요한 공급지였다. 주의 공장들은 비행기 엔진, 순찰 보트, 프로펠러와 잠수함 등을 만들었다.
코네티컷 주의 산업은 1950년대와 1960년대 동안에 핵 시대와 우주 시대와 함께 보폭을 간직하였다. 1954년, 세계 최초의 핵력 잠수함 노틸러스가 그로턴에서 발사되었다. 1960년대 후반에 그로턴 조선소는 가장 힘센 미사일 무기들을 가진 핵잠수함을 짓기 시작하였다. 전력의 생산을 위한 핵 에너지 발전소들이 1968년, 해덤 네크에서 운영되었다.
또한 1960년대에는 스트랫퍼드 공장들이 우주선을 위한 재돌입 차량을 생산하였고, 미들타운의 공장들은 우주 공간으로 시그널을 보내는 작은 테이프 녹음기들을 만들었다. 1969년, 미국 우주 비행사들이 달에 상륙한 첫 사람들이 되었으며, 그들은 배낭에 코네티컷 주에서 만든 산소와 다른 공급물을 실었다.
1950년대와 1960년대는 주 정부에 변화들을 가져왔다. 1955년, 코네티컷 주의 입법부는 투표자들에게 주 선거를 위한 후보들을 선택하기 위해 직접 발언권을 준 새로운 법률들을 찬성하였다. 1964년, 코네티컷 주는 그 의회적 구역들의 경계선들을 다시 그렸다. 더 많은 동등한 이구를 가진 6개의 새로운 구역들이 의회적 선거들을 위하여 창조되었다.
또한 그해에는 연방 법원이 주의 입법자들을 선거하기 위한 주의 327년 동안의 시스템에 대항하며 통치하였다. 이 시스템 아래, 그 인구의 부주위한 각각의 타운이 한명의 입법자를 선출할 수 있었다. 결과로서 투표자들의 10 퍼센트다 입법자들의 다수를 선출할 수 있었다. 이 일은 많은 입법자들이 거대한 인구 지역에서 선출될 만큼 희박한 인구 지역들에서 선출하였기 때문에 가능하였다. 1965년, 코네티컷 주는 인구에 기초를 둔 대표를 마련하기 위하여 그 입법 구역들을 재분할하였다. 큰 인구 중심지에서 더 강한 민주당원들이 권력을 얻었다.
코네티컷 주는 1965년에 그 현재 헌법을 채택하였다. 헌법은 각각의 연방적 인구 조사 후에 입법부를 재분배하도록 요구한다.
1950년대와 1960년대 동안에 많은 공동체들이 가난한 부분들을 해체하고 새로운 건물들과 함께 복구하였다. 하트퍼드의 헌법 플라자의 건설은 버려진 지역을 사람의 마음을 끄는 비즈니스 구역으로 변화시켰다. 교육, 보장과 다른 시민 서비스들을 위한 주의 소비가 이 시기 동안에 솟아 올랐다.

### 1900년대 후반
1960년대 후반과 1970년대 초반에 주의 입법부는 공해와 수질 오염을 줄이는 법률들을 통과시켰다. 1979년, 입법부는 추가적인 원자력 발전소들의 건설을 금지하는 법률을 통과시켰다. 1997년, 해던 네크에 있는 발전소가 문을 닫았다.
1900년대 후반에 인구의 증가와 재빠른 산업 번창이 붐비는 도시들과 고속도로들, 그리고 교육과 주택을 위한 급상승하는 비용들을 포함한 많은 문제들을 가져왔다. 1979년, 입법부는 매우 가난한 학교 구역들을 위하여 늘여진 주의 원조를 마련한 시스템을 발달시켰다. 1980년대에 코네티컷 주는 다리들의 재건설과 교육적 서비스들의 확장에 그 세입들의 일부를 이용하였다. 냉전의 종식은 군사 장비를 위한 약간의 정부 계약들의 결과를 가져왔다.

### 주 세입의 발전
1971년, 주 정부는 주의 첫 개인적 소득세를 채택하였다. 그러나 공공 항의들이 일어난 후, 주 정부는 담배, 가솔린의 일반 판매 세금을 폐기하였다. 그 일은 그해에 추가적인 세입을 올리기 위하여 분배 추첨을 설립하였다. 정부는 후에 그레이하운드 경주에 내기를 허락하고 도박의 다른 형태들을 공인하면서 더 많은 세입의 근원을 발달시켰다. 1991년, 정부는 다시 개인적 소득세를 채택하였으며, 카지노 도박은 1992년 주에서 시작되었다.

### 21세기
2004년, 중순에는 1995년 이래 코네티컷 주의 우두머리를 맡아 온 존 롤런드 주지사가 사임을 하였다. 그는 자신이 주에서 비즈니스를 한 주민들에게 선물들을 받은 것을 부인하였을 때에 자신이 거짓말을 한 인정한 2003년 12월 이래에 사임하는 압박에 놓여있었다. 그가 사임한 지 몇달 후에 롤런드는 부패의 청구에 유죄 판결을 받았다. 그는 벌금을 물고 1년 1일 간의 징역을 선고받았다. 부주지사 조디 렐이 그의 뒤를 이어 주지사가 되었다.
2008년, 코네티컷 대법원은 주에서 동성애자가 결혼할 수 있는 헌법적 권리를 가질 수 있는 일치에 이르지 못한 상태에서 판결하였다. 법원의 판결은 2005년 동성애자들이 시민적 조합들에 들어가도록 허락을 하였으나 남성과 여성의 연합에 결혼을 한정시킨 주의 법률을 뒤집었다.

## 경제

### 서비스업

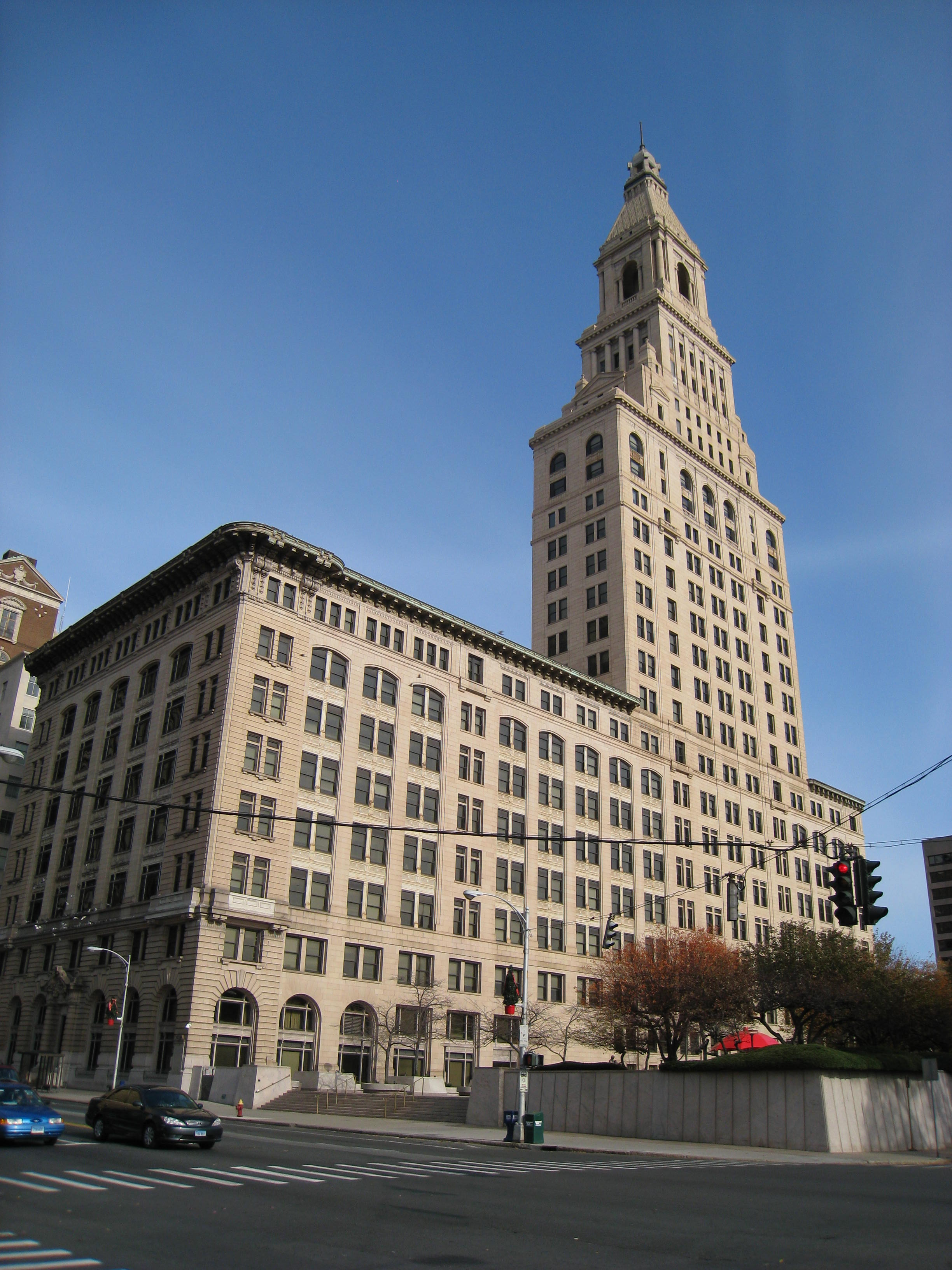
하트퍼드에 있는 트레이블러스 타워

서비스업은 코네티컷 주의 국내 총생산과 고용 양쪽에서 가장 큰 부문을 차지하고 있다. 코네티컷 주의 서비스업들은 주로 메트로폴리탄 지역에 집중되어 있다. 금융, 보험과 부동산 산업은 다른 산업들보다 코네티컷 주의 국내 총생산에 더 많이 공헌하고 있다. 많은 보험 회사들은 하트퍼드 지역에 있다. 주 정부 사무소들은 하트퍼드에 중심을 잡고 있다. 많은 호텔, 식당과 소매상들이 브리지퍼트, 하트퍼드와 뉴헤이븐 지역에 있다. 주요 스포츠 네트워크 ESPN이 브리스톨에 본부를 두었다.

### 제조업
화학품과 교통 수단은 코네티컷 주의 가장 중요한 생산품들이다. 세탁용 제품들이 주요한 화학품이다. 댄버리와 뉴헤이븐은 화학품 생산의 중심지들이다. 교통 수단의 대부분은 군사적 사용을 위하여 만들어진다. 코네티컷 주는 비행기 부품, 헬리콥터와 잠수함의 주요한 생산지이다. 비행기 부품은 하트퍼드 지역에서 만들어지며, 헬리콥터는 스트랫퍼드에서 제조된다. 그로턴은 잠수함 생산의 국내적 중심지이다.
코네티컷 주는 칼붙이, 연장, 수술과 의료 장치들의 생산에서 주들 중 하나이다. 제과류, 캔디류와 낙농품들은 주요한 식품 제조업이다. 컴퓨터 용품은 주의 남동부에서 제조된다. 스탬퍼드에 기지를 둔 제록스 주식회사가 전자 사무실 용품의 주요한 생산 회사이다.
건전지 회사인 듀라셀의 본사가 코네티컷에 있다.

### 농업
농장 지대는 코네티컷주 대지 지역의 대략 10 퍼센트를 뒤덮고 있다. 온실과 종묘장 산품들은 농업 소득의 주요한 근원이다. 우유와 달걀은 그 다음으로 제일 중요한 농산물이다. 젖소들은 주로 코네티컷 주의 동부에서 사육된다. 달걀을 생산하는 농장들도 대부분 주의 동부에 있다.
옥수수, 건초와 담배는 주의 주요한 농작물이다. 코네티컷 주의 농부들은 엽궐련 싸개를 만들었던 비싸고 다양한 담배들을 재배한다. 주는 사과, 딸기류, 복숭아와 배를 생산하기도 한다.

### 광업
깨진 돌은 코네티컷 주의 주요 광물이다. 모래와 자갈은 남은 소득의 대부분을 마련한다. 깨진 돌의 대부분은 하트퍼드와 뉴헤이븐 카운티들에 있는 트랩 채석장으에서 획득된다. 코네티컷 주는 또한 점토, 화강암과 석회암을 채굴하기도 한다.

### 수산업
대합조개, 가제, 굴과 가리비를 포함한 갑각류가 소득의 대부분을 마련한다. 가자미목과 오징어도 수산업 소득의 일부를 공급한다. 양식장은 굴과 다른 갑각류를 생산한다.

## 주민
| 인구조사               | 인구      | Note | %±    |
| ---------------------- | --------- | ---- | ----- |
| 1790년                 | 237,946   |      | —     |
| 1800년                 | 251,002   |      | 5.5%  |
| 1810년                 | 261,942   |      | 4.4%  |
| 1820년                 | 275,248   |      | 5.1%  |
| 1830년                 | 297,675   |      | 8.1%  |
| 1840년                 | 309,978   |      | 4.1%  |
| 1850년                 | 370,792   |      | 19.6% |
| 1860년                 | 460,147   |      | 24.1% |
| 1870년                 | 537,454   |      | 16.8% |
| 1880년                 | 622,700   |      | 15.9% |
| 1890년                 | 746,258   |      | 19.8% |
| 1900년                 | 908,420   |      | 21.7% |
| 1910년                 | 1,114,756 |      | 22.7% |
| 1920년                 | 1,380,631 |      | 23.9% |
| 1930년                 | 1,606,903 |      | 16.4% |
| 1940년                 | 1,709,242 |      | 6.4%  |
| 1950년                 | 2,007,280 |      | 17.4% |
| 1960년                 | 2,535,234 |      | 26.3% |
| 1970년                 | 3,031,709 |      | 19.6% |
| 1980년                 | 3,107,576 |      | 2.5%  |
| 1990년                 | 3,287,116 |      | 5.8%  |
| 2000년                 | 3,405,565 |      | 3.6%  |
| 2010년                 | 3,574,097 |      | 4.9%  |
| 2019 (추산)            | 3,565,287 |      | −0.2% |
| Sources: 2019 Estimate |           |      |       |

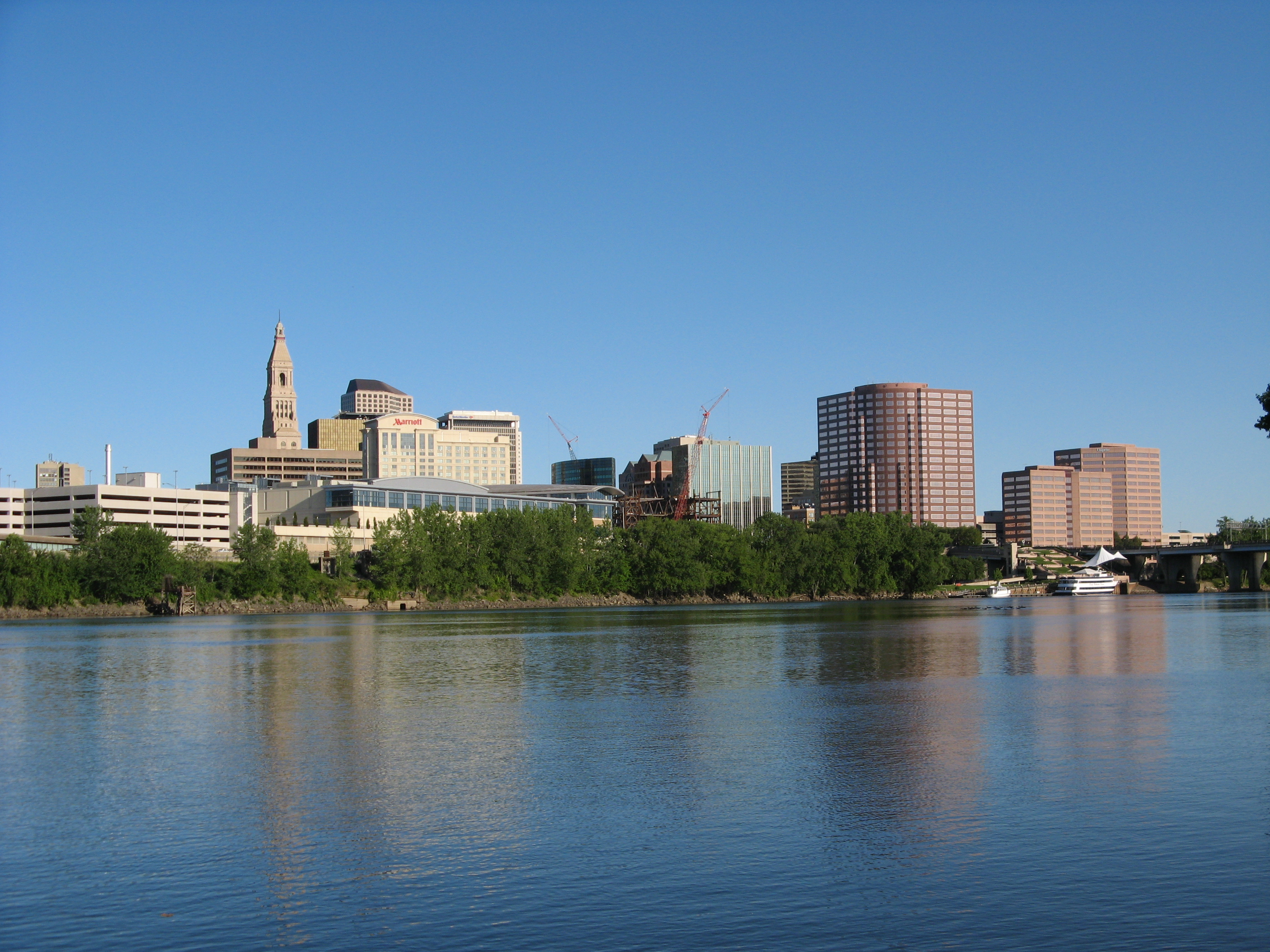
하트퍼드의 스카이라인

2000년, 미국 인구 조사국은 코네티컷 주의 인구가 3,405,565명이라고 보고하였다. 1990년의 3,287,116명에서 3.5 퍼센트나 증가하였다. 2000년, 조사국에 따르면 50개의 주들 중에 코네티컷 주는 인구에서 29위에 올랐다.
코네티컷 주민의 90 퍼센트 이상은 메트로폴리탄 지역들 - 브리지포트-스탬퍼드-노워크, 하트퍼드-웨스트 하트퍼드-이스트 하트퍼드, 뉴헤이븐-밀포드와 노위치-뉴런던에 살고 있다. 브리지포트는 코네티컷 주의 가장 큰 도시이다. 다른 큰 도시들은 인구순으로 뉴헤이븐, 하트퍼드, 스탬퍼드와 워터버리이다.
코네티컷 주의 가장 큰 인구 집단은 이탈리아, 아일랜드, 영국, 독일, 폴란드 계통의 주민들이다. 아프리카계 미국인과 히스패닉은 주 인구의 대략 9 퍼센트를 차지한다.

## 인물
- 조지 W. 부시는 미국의 대통령으로 코네티컷에서 태어났다. 3대를 이 주에서 이어가고 있는 부시 가의 일원이다.
- 마크 트웨인은 하트퍼드의 고향집에서 1871년부터 1891년까지 20년간을 살았다. 이 기간 동안에 《톰 소여의 모험》과 《허클베리핀의 모험》 등 그의 대표작들을 출간했다. 1908년에서 그가 죽을 때인 1910년까지 레딩에서 살았다.[9]
- 기디언 웰스(Gideon Welles)는 글래스턴베리에서 태어났으며, 에이브러햄 링컨 대통령과 앤드루 존슨 대통령 시절에 해군장관을 지냈던 인물이다. 남북 전쟁 당시 항구 봉쇄를 명해 남북전쟁에서 북군이 승리하는데 지대한 공을 새웠다.
- 노아 웹스터(Noah Webster)는 현재의 웨스트 하트퍼드 지역의 한 마을에서 태어났으며, 《웹스터 사전》으로 유명한 인물이다.
- 《톰 아저씨의 오두막》의 작가 해리엇 비처 스토가 하트퍼드에서 태어났다.

## 교육
코네티컷 주는 아이비 리그 대학 중 하나인 예일 대학교(1701)의 소재지로 유명하고 이 밖에도 많은 명문 대학의 소재지로 유명한데, 트리니티 대학(Trinity College, 1823), 웨슬리안 대학교(1832), 하트퍼드 대학교(University of Hartford, 1877), 코네티컷 대학교(The University of Connecticut, 1881), 포스트 대학교(Post University, 1890), 코네티컷 칼리지 (Connecticut College, 1911), 미국 해안 경비대 사관학교(the United States Coast Guard Academy, 1915), 브리지포트 대학교(University of Bridgeport, 1927), 퀴니피악 대학교 (Quinnipiac University, 1929), 새크리드 하트 대학교(Sacred Heart University, 1964)등이 있다. 매년 미국 내 대학 순위를 발표하는 《U.S. News》에 따르면, 코네티컷 대학교(The University of Connecticut)는 미국 동북부, 뉴잉글랜드 지방 공립학교 1위를 기록하고 있는 대학교이다.
이 밖에도 코네티컷 주는 많은 사립 고등학교와 기숙형 고등학교들이 위치해 있는 주로 유명하다.

## 행정구역
코네티컷주에는 8개군의 카운티가 있다.
페어필드 카운티(Fairfield County)
하트퍼드 카운티 (Hartford County)
릿치필드 카운티(Litchfield County)
미들섹스 카운티(Middlesex County)
뉴헤이븐 카운티(New Haven County)
뉴런던 카운티(New London County)
톨랜드 카운티(Tolland County)
윈드햄 카운티(Windham County)

## 같이 보기
- 미국의 주
- USS 코네티컷